# دانشگاه هنر اصفهان
دانشگاه هنر اصفهان یکی از دانشگاه‌های سراسری (دولتی) ایران است که در استان اصفهان واقع شده‌است. این دانشگاه یکی از ۴ دانشگاه تخصصی کشور در زمینه رشته‌های هنری به‌شمار می‌رود و از نظر رتبهٔ علمی در بسیاری از رده‌بندی‌های ایرانی و بین‌المللی در جایگاه نخست قرار دارد. ریاست این دانشگاه از خرداد ۱۴۰۱ بر عهدهٔ علیرضا خواجه‌احمد عطاری است. این دانشکده در سال ۱۲۸۱ به‌عنوان دبستان ستاره صبح تأسیس گردید فرانسوی‌های کاتولیک مؤسس این مدرسه بودند و بعدها دبستان توسعه و دبیرستان شد و اکنون نیز به‌عنوان مرکز آموزش عالی است البته چهل سال قبل تر دبیرستان ادب فعلی یا همان بروس مموریال کالج یا مدرسه دکتر بروس یا مدرسه کشیش و مدرسه جورج جوزف کالج و مدرسه اسقف توسط بروس در محله جلفا تأسیس شده بود که بعدها این کالج به باغ ۱۰۰ جریبی امین الشریعه در هشت بهشت امروزی منتقل شد البته تا مدت مدیدی به باغ‌های اسقفی و مدارس اسقفی معروف بود و بعدها با احداث بلوار هشت‌بهشت این کالج از هم جدا شد و در اصل قسمت اسقف‌نشین کالج امروزه به اداره کل آموزش و پرورش اصفهان تبدیل شده‌است.

## تاریخچه دانشگاه
«دانشگاه هنر اصفهان» به عنوان محور آموزش عالی رشته‌های هنری در استان اصفهان در ابتدا با نام «دانشکده پردیس اصفهان» و به سال ۱۳۵۵ با هدف تربیت نیروهای متخصص در زمینهٔ حفظ و نگهداری آثار و ابنیه تاریخی تأسیس شد و به عنوان اولین مرکز آموزش عالی ایران در زمینه مرمت، فارغ‌التحصیلان دوره‌های کارشناسی باستان‌شناسی، نقاشی، معماری داخلی، ساختمان، شیمی و نساجی را به عنوان دانشجویان مقطع کارشناسی ارشد مرمت ابنیه و کارشناسی ارشد مرمت آثار تاریخی پذیرش نمود. این دانشکده که در نخستین دورهٔ فعالیت خود از اقمار دانشگاه فارابی به‌شمار می‌رفت، پس از دومین دورهٔ جذب دانشجو، همزمان با انقلاب اسلامی، تعطیل و مجدداً پس از انقلاب فرهنگی و به سال ۱۳۶۲ بازگشایی شد؛ در این مقطع دانشکده پردیس اصفهان به عنوان یکی از دانشکده‌های مجتمع دانشگاهی هنر اقدام به پذیرش دانشجو در رشته‌های کارشناسی مرمت آثار تاریخی، صنایع دستی و نقاشی نمود و هم‌راستا با سایر ارگان‌های متعدد متولی آموزش دانشگاهی هنر ازجمله دانشگاه فارابی، صنایع دستی و نقاشی، دانشکده هنرهای تزیینی و مدرسه عالی موسیقی به ایفای نقش پرداخت. این دانشکده به مرور زمان و با گذشت سالیان متمادی فعالیت در آموزش هنر، به تدریج گسترش یافت تا آنجا که در سال ۱۳۷۹ با دایر نمودن پنج رشته در مقطع کارشناسی هنرهای تجسمی و معماری، یک رشته در مقطع کارشناسی ارشد پیوسته معماری و دو رشته در مقطع کارشناسی ارشد ناپیوسته مرمت و جذب امکانات فیزیکی و تجهیزات آموزشی به عنوان دانشگاه هنر اصفهان به ایفای نقش پرداخت. دانشگاه هنر اصفهان به علت پراکندگی در بطن ساختمان‌های ارزشمند تاریخی یکی از غنی‌ترین دانشگاه‌های ایران از نظر بهره‌مندی از فضای ایدئال هنری است.

## دانشکده‌ها

### دانشکده حفاظت و مرمت
گروه مرمت دانشگاه هنر اصفهان، در نوع خود، نخستین نهاد آموزش این رشتهٔ ارزشمند در کشور محسوب می‌شود که از سال ۱۳۵۵، به عنوان نخستین گروه آموزشی این دانشگاه، در دو مقطع کارشناسی و کارشناسی ارشد ناپیوسته (با دو گرایش) به تربیت نیروی انسانی متخصص می‌پردازد. بدون تردید، مهم‌ترین هدف از تأسیس این رشته، تربیت افراد متعهد به دانش، تجربه و کارایی عملی جهت مرمت و بازسازی آثار و اشیای فرهنگی و تاریخی بوده که با مرمت، احیاء و نگهداری عملی و اصولی این آثار، در جهت استقلال و رشد فرهنگی و اقتصادی کشور گام بردارند. دانشکدهٔ مرمت این دانشگاه در دو سازهٔ قدیمی شهر اصفهان (خانه داوید و خانه سوکیاس) قرار گرفته‌است. این دانشکده در حال حاضر به‌عنوان قطب علمی مرمت کشور شناخته می‌شود و تنها دانشکده کشور است که مقطع دکتری مرمت در دو گرایش مرمت آثار و مرمت ابنیه در آن ارائه می‌شود.
رشته‌های ارائه شده در این دانشکده عبارتند از:

#### کارشناسی
- مرمت آثار تاریخی
- مرمت و احیای بناهای تاریخی

#### کارشناسی ارشد
- مرمت اشیاء تاریخی و فرهنگی
- مرمت و احیاء بناها و بافت‌های تاریخی
- باستان‌شناسی
- باستان سنجی

#### دکتری
- مرمت اشیاء
- مرمت ابنیه
- باستان‌شناسی

### دانشکده پژوهش‌های عالی هنر و کارآفرینی
دانشکده پژوهش‌های عالی هنر و کارآفرینی یکی از پنج دانشکده دانشگاه هنر اصفهان به‌شمار می‌رود. برنامه‌ریزی ابتدایی برای ایجاد دانشکده‌ای که بتواند میان هنر و کارآفرینی پیوند ایجاد کند، به سال ۱۳۸۹ برمی‌گردد. پس از اخذ مجوز از وزارت علوم تحقیقات و فناوری این دانشکده از مهرماه ۱۳۹۱ با ۷ رشته (کارشناسی موزه و کارشناسی گردشگری و کارشناسی ارشد کارآفرینی فرهنگی، مدیریت جهانگردی، اقتصاد هنر، اقتصاد شهری و مدیریت موزه) شروع به کار نمود. از مهرماه ۱۳۹۵ پس از کسب مجوز از هیئت امنای دانشگاه و با پیوستن گروه پژوهش هنر (در دو مقطع کارشناسی ارشد و دکتری) به این دانشکده، نام آن به دانشکده پژوهش‌های عالی هنر و کارآفرینی تغییر یافت. ایجاد نمونه‌ای از یک دانشگاه کارآفرین برای استقرار دانش‌های میان رشته‌ای و سازگار کردن دوره‌های آموزشی و پژوهشی با نیازهای کشور در قلمرو فرهنگ، هنر و گردشگری از اهداف اصلی این دانشکده بوده‌است.

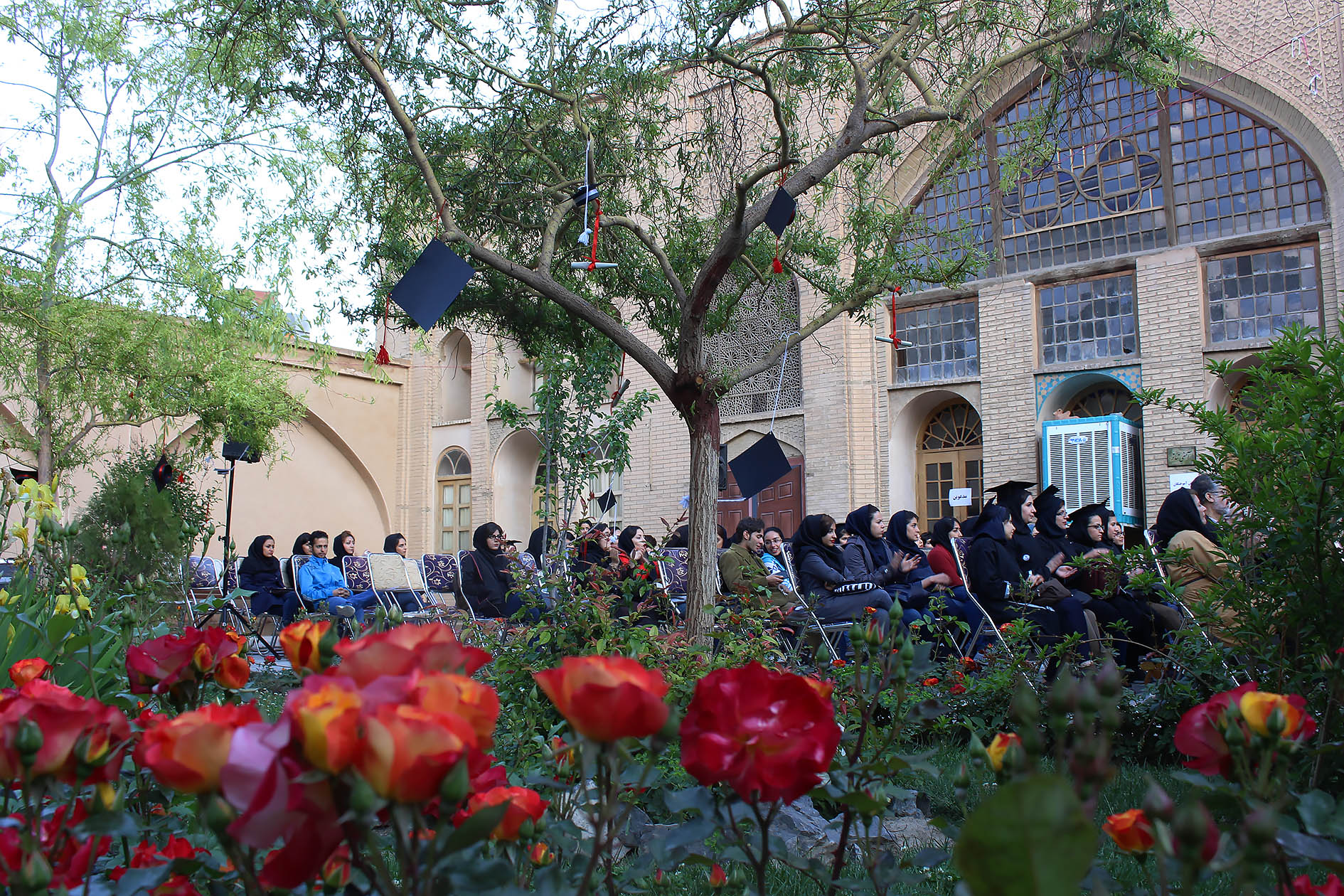
خانه تاریخی خاچیکیان، یکی از ساختمان‌های دانشکده پژوهش‌های عالی هنر و کارآفرینی

رشته‌های ارائه شده در این دانشکده عبارتند از:

#### کارشناسی
- موزه
- گردشگری

#### کارشناسی ارشد
- پژوهش هنر
- اقتصاد شهری
- اقتصاد هنر
- کارآفرینی هنر
- کارآفرینی گردشگری
- مدیریت جهانگردی
- مدیریت موزه
- فلسفه هنر

#### دکتری
- پژوهش هنر

### دانشکده معماری، طراحی صنعتی و شهرسازی

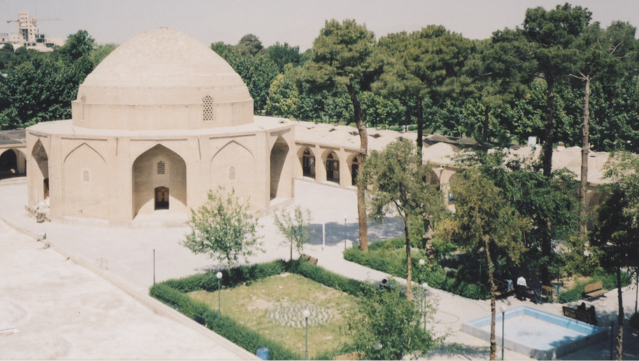
دانشکده معماری و شهرسازی در عمارت توحیدخانه قرار گرفته‌است

دانشکده معماری و شهرسازی در عمارت توحیدخانه قرار گرفته‌است. عمارت توحیدخانه در گذشته خانقاه صوفیان و درویشان بوده‌است و در زمان پهلوی اول به صورت متروک رها شده و گفته می‌شود به اصطبل چهارپایان تبدیل شده بود. در برهه‌ای نیز به زندان سیاسی تغییر کاربری داد. رشته‌های ارائه شده در این دانشکده عبارتند از:

#### کارشناسی
- مهندسی معماری
- مهندسی شهرسازی
- طراحی صنعتی

#### کارشناسی ارشد
- معماری
- مطالعات معماری
- طراحی فضاهای آموزشی
- معماری و انرژی
- طراحی شهری
- برنامه‌ریزی شهری
- برنامه‌ریزی منطقه‌ایی

#### دکتری
- شهرسازی
- شهرسازی اسلامی
- معماری

### دانشکده هنرهای تجسمی و کاربردی
دانشکده هنرهای تجسمی و کاربردی، همزمان با استقلال دانشگاه هنر اصفهان و به سال ۱۳۶۹، فعالیت خود را آغاز نمود. این دانشکده در ابتدا با دو رشتهٔ نقاشی و صنایع دستی به ایفای نقش پرداخت تا اینکه به سال ۱۳۷۶ رشته فرش و در سال ۱۳۸۵ رشته‌های گرافیک و عکاسی به آن اضافه شدند. این دانشکده در عمارت مدرسه فرانسوی‌ها قرار گرفته‌است. رشته‌های ارائه شده در این دانشکده عبارتند از:

#### کارشناسی
- ارتباط تصویری (گرافیک)
- عکاسی
- نقاشی
- موسیقی (آهنگسازی)

#### کارشناسی ارشد
- نقاشی
- گرافیک
- تصویرسازی

### دانشکده صنایع دستی
دانشکده صنایع دستی در خیابان حکیم و روبروی مسجد تاریخی حکیم واقع شده‌است. فضای این دانشکده در دو عمارت‌خانهٔ شاکری و خانهٔ اسلامیان که به تازگی مرمت شده، قرار گرفته‌است. این دو بنا از طریق کوچه‌ای تنگ و کاه‌گلی به یکدیگر مرتبط شده‌اند.
رشته‌های ارائه شده در این دانشکده عبارتند از: نگارگری و فرش.

#### کارشناسی
- هنر اسلامی
- صنایع دستی
- فرش
- کتابت و نگارگری

#### کارشناسی ارشد
- هنر اسلامی
- صنایع دستی
- فرش

#### دکتری
هنر اسلامی (پذیرش از ۱۴۰۲)